# Live at Wembley '78
Live at Wembley '78 je album v živo skupine Electric Light Orchestra (ELO). Album je iste dolžine kot video verzija, ki je izšla na DVD in VHS.

## Težave z zvokom
Zaradi zvoka s tega albuma, so se pojavile obtožbe o ustni sinhronizaciji, kot tudi pri videoposnetku, s katerega zgoščenka izvira. Kasneje je bilo odkrito, da je bil zvok slabo miksan v monu, pri katerem so bili uporabljeni številni posnetki v ozadju, ki jih je uporabljala skupina zaradi zvočnih težav, ki jih je povzročil odrski set iz kovine in steklenih vlaken. Posnetke so uporabljali le člani skupine v slušalkah in jih publika ni slišala.
Leta 2006 je Eagle Rock Entertainment remasteriziral originalni zvočni posnetek koncerta, zvok prvič izdal v stereu in na najočitnejših mestih odstranil dvojne posnetke.

## Seznam skladb
Avtor vseh skladb je Jeff Lynne, razen "Roll Over Beethoven", ki jo je napisal Chuck Berry.
1. Introduction
2. »Standin' in the Rain«
3. »Night in the City«
4. »Turn to Stone«
5. »Tightrope«
6. »Telephone Line«
7. »Rockaria!«
8. »Wild West Hero«
9. »Showdown«
10. 1 minute speech
11. »Sweet Talkin' Woman«
12. »Mr. Blue Sky«
13. »Do Ya«
14. »Livin' Thing«
15. »Roll Over Beethoven«

## Osebje
- Jeff Lynne – vokali, kitara
- Bev Bevan – bobni
- Richard Tandy – klaviature
- Kelly Groucutt – bas kitara, vokali
- Mik Kaminski – violina
- Hugh McDowell – čelo
- Melvyn Gale – čelo
- Jake Commander – spremljevalni vokali, akustična kitara